# Енце
Енце (алб. Henc) је насеље у општини Косово Поље, Косово и Метохија, Република Србија.

## Географија
Село је у равници, на Ариљачком потоку, на 1 км западно од Ситнице.

## Порекло становништва по родовима
Подаци о пореклу становништва из 1933. године.
- Рубовц (1 к.), од фиса Шаље. Доселили се око 1860. из Робовца због боље земље.
- Љаи (2 к.), од фиса Краснића. Досељен из Влашког Дреновца у Подрими око 1870. на куповицу.
- Гунцат (4 к.), од фиса Шаље. Преселили се из истоименог рода у Д. Добреву 1918.

У селу је 1933. било 6 кућа муслиманских Рома.

## Демографија
| Година       | 1948 | 1953 | 1961 | 1971 | 1981 | 1991 |
| ------------ | ---- | ---- | ---- | ---- | ---- | ---- |
| Становништво | 227  | 246  | 363  | 459  | 577  | 665  |

|  |